# Ligne 512 St. Clair du tramway de Toronto
La 512 St. Clair est une des lignes de tramway de la ville de Toronto, dans la province d'Ontario, au Canada. 

## Histoire
La circulation des premiers tramways sur St. Clair Avenue remonte à 1911 sous l'action de la compagnie Toronto Civic Railways. L'exploitation de la ligne est reprise par la Toronto Transit Commission en 1921. Lors de sa construction et de sa mise en service, la ligne disposait d'une voie dédiée, similaire à la voie centrale sur laquelle circule les tramways de la ligne 510 Spadina. La voie est cependant détruite à partir de 1928, mais la reconstruction d'une voie entièrement dédiée a débuté en 2005 et s'est achevée en 2010.

## Caractéristiques
Longue de 7 kilomètres (4,35 miles) et comportant 26 arrêts, c'est la ligne de tramway la plus au nord du réseau, elle dessert une portion de l'avenue St. Clair Avenue West, et relie la boucle de Gunns Road à l'Ouest à la station de métro St. Clair à l'Est.

## Exploitation
Elle est exploitée par la Toronto Transit Commission, l'opérateur public chargé d'assurer la gestion des transports en commun de la ville et de son agglomération. 